# Lispe angustipalpis
Lispe angustipalpis är en tvåvingeart som först beskrevs av Stein 1920.  Lispe angustipalpis ingår i släktet Lispe och familjen husflugor. Inga underarter finns listade i Catalogue of Life.